# Weihfeuer
Das Weihfeuer ist ein vor allem in Österreich gepflegtes Brauchtum und von katholischen Priestern gesegnetes Licht, das am Karsamstag von Kindern von Haus zu Haus getragen wird. Die Tätigkeit nennt man Weihfeuertragen. In Teilen Kärntens, wie dem Lavanttal, spricht man auch von Schwammweihe oder Feuerweihe.

## Geschichte
Ein früher Beleg findet sich bei Peter Roseggers Ostern in Obersteier (1870) – danach war es Aufgabe der Stallbuben, von der Kirche das Weihfeuer nach Hause zu bringen:

„Der Todtengräber macht nämlich auf dem Friedhof, der gewöhnlich um die Kirche herum liegt, aus hinfälligen Grabkreuzen und halbverwesten Sargbrettern ein Feuer an, welches der Pfarrer entweder vor oder nach der Auferstehungsfeier weiht. Ist der Gottesdienst zu Ende, so eilt von jedem Hause ein Bub' auf den Friedhof, nimmt ein brennendes oder glühendes Stück Holz vom Weihfeuer in eine Pfanne und läuft damit seinem Hofe zu. Sehr schlimm ist es, wenn ihm unterwegs das Feuer auslischt, dann stirbt im Laufe des Jahres Jemand in seinem Hause. […] Wenn nun der Bube seine Gluthpfanne glücklich nach Hause bringt, so werden die Kohlen zum Herdfeuer geschüttet, und sofort ist es die Sorge der Bäuerin, daß das heilige Feuer im Jahre hindurch nicht mehr ganz auslösche, damit im Hause die Flamme wahrer Frömmigkeit lohe und der Todesengel vorübergehe.“

Nach dem Steirischen Wortschatz von 1903 wurden die Buben dafür mit Speisen beschenkt (St. Veit) oder mit Eiern (Sausal), ein Stück vom Weihfeuer komme in den Backofen, damit das Osterbrot gut gedeihe, ein anderes Stück werde gegen Gewitterschaden aufs Feld getragen (Gleichenberg). In Teilen Ostösterreichs sind es die Ratscherbuben, die das Feuer in die Häuser tragen.

## Ablauf
Das Weihfeuer wird in den frühen Morgenstunden an die Weihfeuerträger in ihre Blechdosen ausgegeben, wobei ein ständiges Schwingen der Dosen das Glimmen aufrechterhält. Von den Seiten der Blechdosen führen an Löchern befestigte Drähte zum Griff, und damit wird das Schwingen der Weihfeuerdose ermöglicht. Baumschwämme und getrocknetes Holz zum Nähren der Glut führen die Weihfeuerträger mit sich. Es werden auch große, getrocknete Schwämme, die an einem ca. 1 m langen Draht befestigt sind, im Weihfeuer angezündet und dann unter sporadischer Rotation, wobei sie aus der Glut wieder Feuer fangen, nach Hause gebracht. Die Träger geben das Feuer auch nach dem Aufsagen eines Spruches und gegen ein kleines Entgelt an die aufgesuchten Haushalte weiter, damit diese die Öfen mit den glimmenden und gesegneten Holzstücken entzünden können.